# Nikon D60
La Nikon D60 è una fotocamera DSLR entry level. La fotocamera, annunciata nel gennaio 2008 ed in vendita dal 24 febbraio 2008 monta un sensore Nikon DX da 10,2 megapixel. Questo modello sostituisce la fotocamera Nikon D40x. Implementa il processore di immagini Nikon EXPEED già introdotto nelle fotocamere di fascia alta Nikon D3 and D300.
Come molte altre fotocamere DSLR entry level di Nikon, la D60 non implementa il motore di autofocus nel corpo macchina, per poter disporre della funzionalità è necessario usare obbiettivi con integrato il motore autofocus. Con tutti gli altri obiettivi è possibile utilizzare solo il focus manuale.

## Novità tecnologiche
Rispetto alla fotocamera D40x che sostituisce, la D60 include le seguenti novità:
- La possibilità di creare stop-motion
- Il processore Nikon EXPEED
- Un sensore con sistema di autopulizia dalla polvere
- Un sistema di controllo dei flussi d'aria
- Un sistema di D-Lighting attiva
- Un obiettivo in kit dotato di sistema di stabilizzazione
- Un sensore di prossimità che spegne il display mentre si guarda il mirino
- Un sensore che ruota l'immagine dello schermo